# Lennart Hasenbeck
Lennart Hasenbeck (* 26. Dezember 1988 in München) ist ein deutscher Fußballspieler.

## Karriere
Die Jugend verbrachte Lennart Hasenbeck in verschiedenen Vereinen in seiner oberbayrischen Heimat. Bis zur D-Jugend spielte er für den TSV 1860 Rosenheim, dann kam er über den TSV Ottobrunn und München-Forstenried nach Poing, wo er anschließend auch im Seniorenbereich in der Kreisklasse spielte. 2009 ging er zum TSV Neuried, mit dem er in die Kreisliga aufstieg.
Danach suchte er mit 21 Jahren noch einmal die Herausforderung und schloss sich der SpVgg Unterhaching an. Es folgte der große Sprung von der Kreisklasse in den Kader der zweiten Mannschaft in der Bayernliga. Und tatsächlich stand er dann auch vom ersten Spieltag an in der Startaufstellung des Teams. Insgesamt 31 Saisonpartien bestritt der Stürmer und erzielte dabei sieben Tore.
Nach der erfolgreich bestandenen Bewährungssaison wurde der Vertrag von Lennart Hasenbeck um zwei Jahre verlängert. Zudem wurde er zusätzlich in den Kader der ersten Mannschaft in der 3. Liga aufgenommen. Bereits am 1. Spieltag der Saison 2011/12 bekam er seinen ersten Kurzeinsatz im Profifußball. Weitere Einsätze folgten, es blieben aber Einwechslungen in den Schlussminuten. Im Sommer 2012 wechselte Hasenbeck zum Regionalligisten SV Heimstetten.
Nach einer Saison in der Regionalliga wechselte Hasenbeck zurück zum TSV Neuried und agiert nun als Spieler und Co-Trainer in der Bezirksliga.